# Walerij Batura
Walerij Batura (ros. Валерий Батура, ur. 3 lutego 1970) – rosyjski kolarz torowy i szosowy reprezentujący także ZSRR, dwukrotny medalista torowych mistrzostw świata.

## Kariera
Pierwszy sukces w karierze Walerij Batura osiągnął w 1989 roku, kiedy wraz z kolegami zdobył srebrny medal w drużynowym wyścigu na dochodzenie podczas mistrzostw Związku Radzieckiego. Na rok później torowych mistrzostwach świata w Maebashi wspólnie z Ołeksandrem Honczenkowem, Jewgienijem Bierzinem i Dmitrijem Nielubinem zdobył w tej samej konkurencji złoty medal. Na mistrzostwach tych wywalczył ponadto srebrny medal w indywidualnej rywalizacji amatorów, ulegając jedynie Bierzinowi. W 1992 roku brał udział w igrzyskach olimpijskich w Barcelonie, gdzie drużynowo był szósty. Startował także na szosie, ale nie osiągał większych sukcesów.